# Buenavista (Meksyk)
Buenavista – miasto w środkowym Meksyku, w stanie Meksyk. Liczy 216 700 mieszkańców (1 lipca 2014 roku).